# Ernst Petzholtz

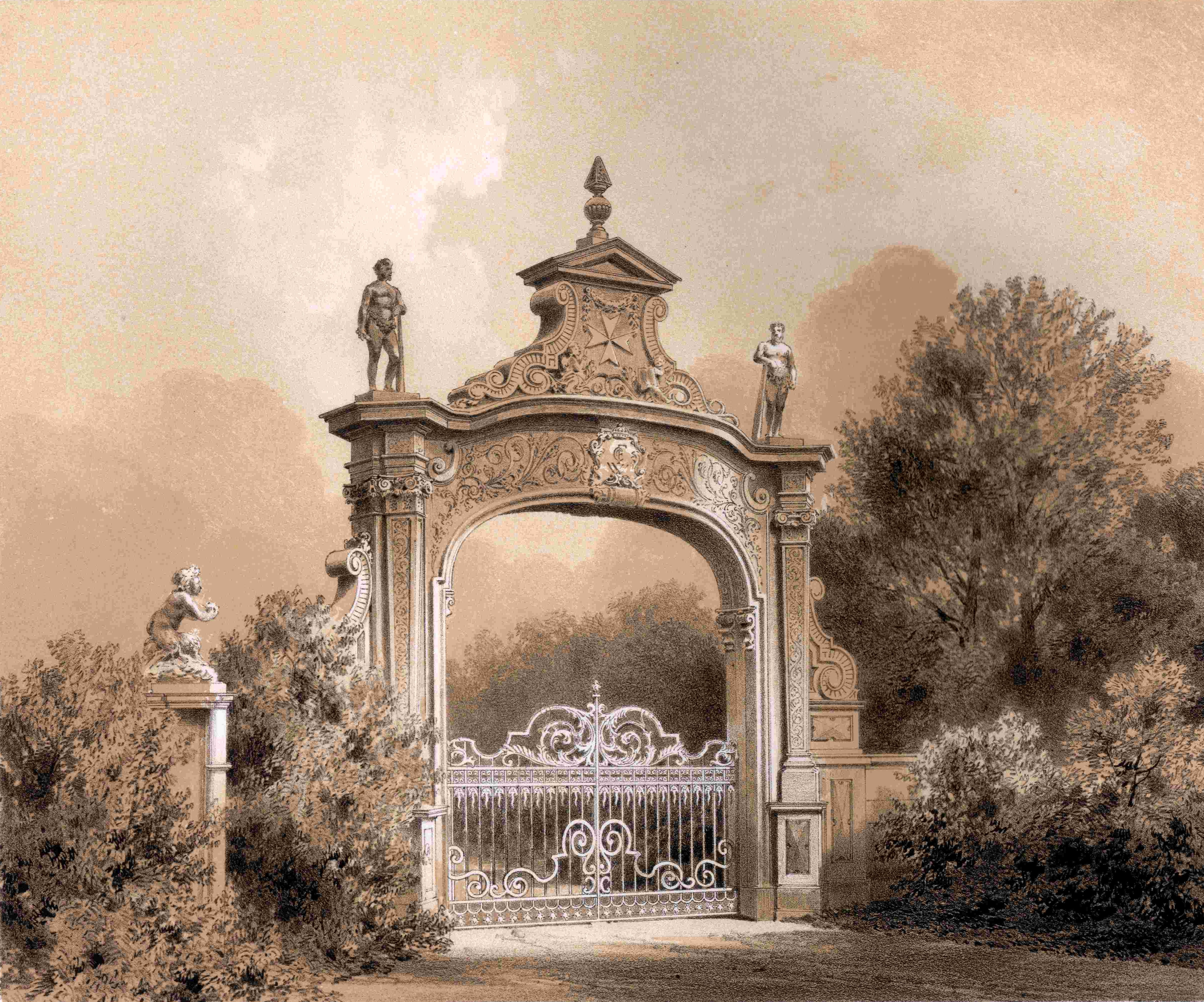
Das Brückentor des Jagdschlosses Glienicke, errichtet 1869 durch Ernst Petzholtz

Ernst Petzholtz (* 9. Mai 1839 in Potsdam; † 15. Februar 1904 ebenda) war ein Hofbau- und Hofmaurermeister in Potsdam.

## Leben
Der am 9. Mai 1839 in Potsdam geborene Ernst Petzholtz (genannt der Jüngere) war der einzige Sohn aus der ersten Ehe seines Vaters, des Hofbaumeisters August Ernst Petzholtz  (1801–1868) mit Friederike Gottschling (1814–1839). Dieser war am Bau der Nikolaikirche maßgeblich beteiligt. Folgende Villen des  E. A. Petzholtz sind heute noch in Potsdam zu sehen: Berliner Str. 117, Friedrich-Ebert-Straße 63, Eisenhartstraße 8 und Alleestraße 7. Außerdem lieferte er für das geplante St. Josefs-Krankenhaus 1867 die Entwürfe.
Sein Sohn Ernst Petzholtz machte sich einen Namen durch den Bau von über 60 Villen und Mietwohnhäusern, die seit Ende der 1860er Jahre das Bild der Potsdamer Vorstädte mitprägten. Außerdem führte er zahlreiche Bauten im Umkreis seiner Heimatstadt und in Berlin aus.
E. Petzholtz lernte zunächst im väterlichen Betrieb das Maurer- und Bauhandwerk. Er wirkte später an der Restaurierung der Königlichen Orangerie mit. Zuletzt besaß er das größte Baugeschäft in Potsdam. Als selbständiger Unternehmer ist Ernst Petzholtz mit dem Baumeister und Schinkel-Schüler Friedrich Hitzig vergleichbar, der mit seinem Baubüro dreißig Jahre zuvor einer der Erfolgreichsten in Berlin war.
Obwohl seine Haupttätigkeit in der Planung und Ausführung privater Wohngebäude lag, erhielt er in jüngeren Jahren auch höfische Aufträge durch Carl Prinz von Preußen. Nach dem Tod Ferdinand von Arnims 1866 und seines Vaters 1868 übernahm er als deren Nachfolger in Glienicke die Leitung der Bauaufgaben in den Schlossanlagen. In den 1860er Jahren, spätestens 1867, legte er an der Königlichen Bauakademie in Berlin die Baumeisterprüfung ab und erhielt durch die Arbeiten in Glienicke den begehrten Titel eines Hofbau- und Hofmaurermeisters. In dieser Eigenschaft führte er die Firma des verstorbenen Vaters zunächst gemeinsam mit seinem Halbbruder Friedrich (die Mütter waren Schwestern) weiter, firmiert als Gebrüder Petzholtz. Mit diesem Zusammenschluss übernahm Ernst als „führender Kopf“ hauptsächlich die Entwurfsplanungen und Bauausführungen, wohingegen Friedrich (genannt „Fritz“) für den kaufmännischen Teil zuständig war. 1869 heiratete Ernst Petzholtz Martha Gillmeier (1849–1898). Sie wohnten in der Jägerstraße 14. Aus dieser Verbindung gingen sieben Kinder hervor. Der älteste Sohn Ernst (geboren 1870) wird 1898 Mitinhaber im väterlichen Baugeschäft.
In den 1870er Jahren florierte das Unternehmen. Zahlreiche Aufträge erhielt Ernst Petzholtz unter anderem durch den Berliner Bankier Heinrich Quistorp, der neben dem Wasserturm Germania in Berlin-Westend Villen in Potsdam und der Kolonie Alsen am Wannsee errichten ließ. Er war in dieser Zeit neben Reinhold Persius, dem Sohn des 1845 verstorbenen „Architekten des Königs“, Ludwig Persius, der einzige akademisch geschulte Baumeister in Potsdam. Nachdem Persius 1876 als Hofbaurat nach Berlin versetzt worden war, gab es für Ernst Petzholtz auf dem privaten Bausektor keinen potentiellen Konkurrenten mehr. Bereits Ende der 1870er Jahre trennten sich die Wege der Brüder Petzholtz. Fritz wanderte nach Amerika aus, Ernst führte das Geschäft unter seinem eigenen Namen weiter. Einer Bauflaute in den 1880er Jahren folgte der Aufschwung in den 1890ern, in denen die Firma über 200 Gesellen, Lehrlinge und Arbeiter beschäftigte. Der jüngere Bruder von Fritz war übrigens Ludwig Petzholtz (geb. 1843), der Pfarrer der Nikolaikirche wurde. Er heiratete Johanna von Türk. Sie war die Enkelin des Preußischen Schulreformers Wilhelm von Türk.
In den 1880er Jahren war Ernst Petzholtz Vorsitzender des Potsdamer Bauvereins. 1896 trug er den Titel Hofbaumeister und Hofmaurermeister Potsdam, gerichtlich vereidigter Bausachverständiger und 1899 Hofbaumeister und Hofmaurermeister, vereidigter Bausachverständiger und Grundstückstaxator für den Landgerichtsbezirk Potsdam.
Ernst Petzholtz starb am 15. Februar 1904. Die zuvor selbst entworfene große Grabanlage von 1898 für die Eheleute Petzholtz auf dem Alten Friedhof in Potsdam wurde in den 1970er Jahren im Rahmen einer Friedhofsumgestaltung entfernt. Zur Erinnerung  ließ die Friedhofsverwaltung um 1995 die Grabplatte des  ältesten Sohnes Ernst (Dr. phil., 1870–1952) in den Boden ein. Sie befindet sich hinter den Urnenfeldern IX/X. Dieser Sohn wirkte  bereits Mitte der 1890er Jahre im väterlichen Baugeschäft und führte die Firma weiter.

## Bauten

### Bauaufgaben für den königlichen Hof
| 1868–1870 | Ausführung der Loggia Alexandra auf dem Böttcherberg in Klein Glienicke |
| 1869      | Brückentor am Jagdschloss Glienicke nahe der Glienicker Brücke          |
| 1870      | Carlsturm auf dem Carlsberg bei Baumgartenbrück (Geltow)                |
| 1871/72   | Aufstockung des Remisenturms am Schloss Glienicke                       |
| 1872      | Umbau Jagdschloss Glienicke                                             |

### Potsdamer Privatbauten (Auswahl)

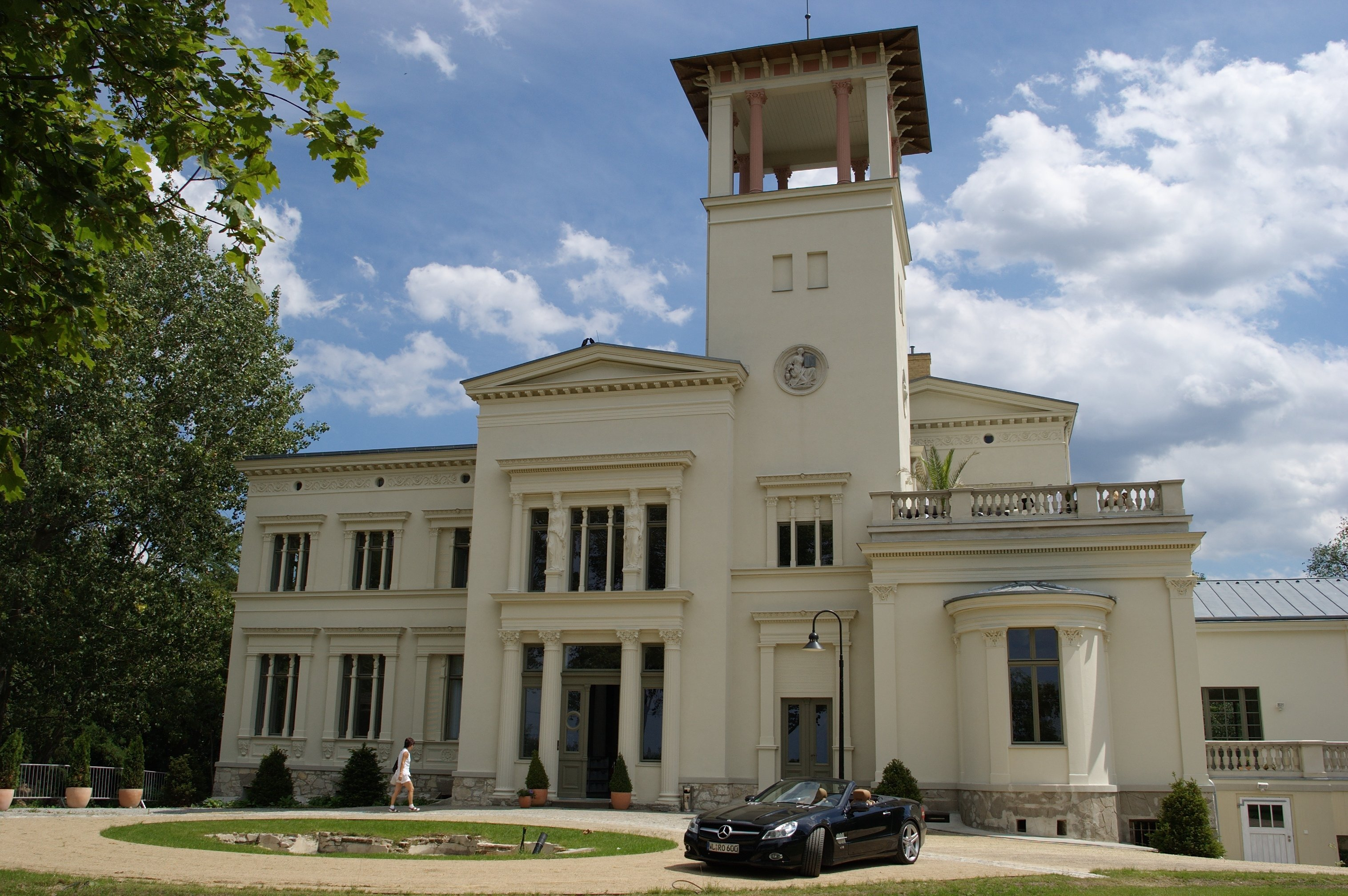
Villa Henckel

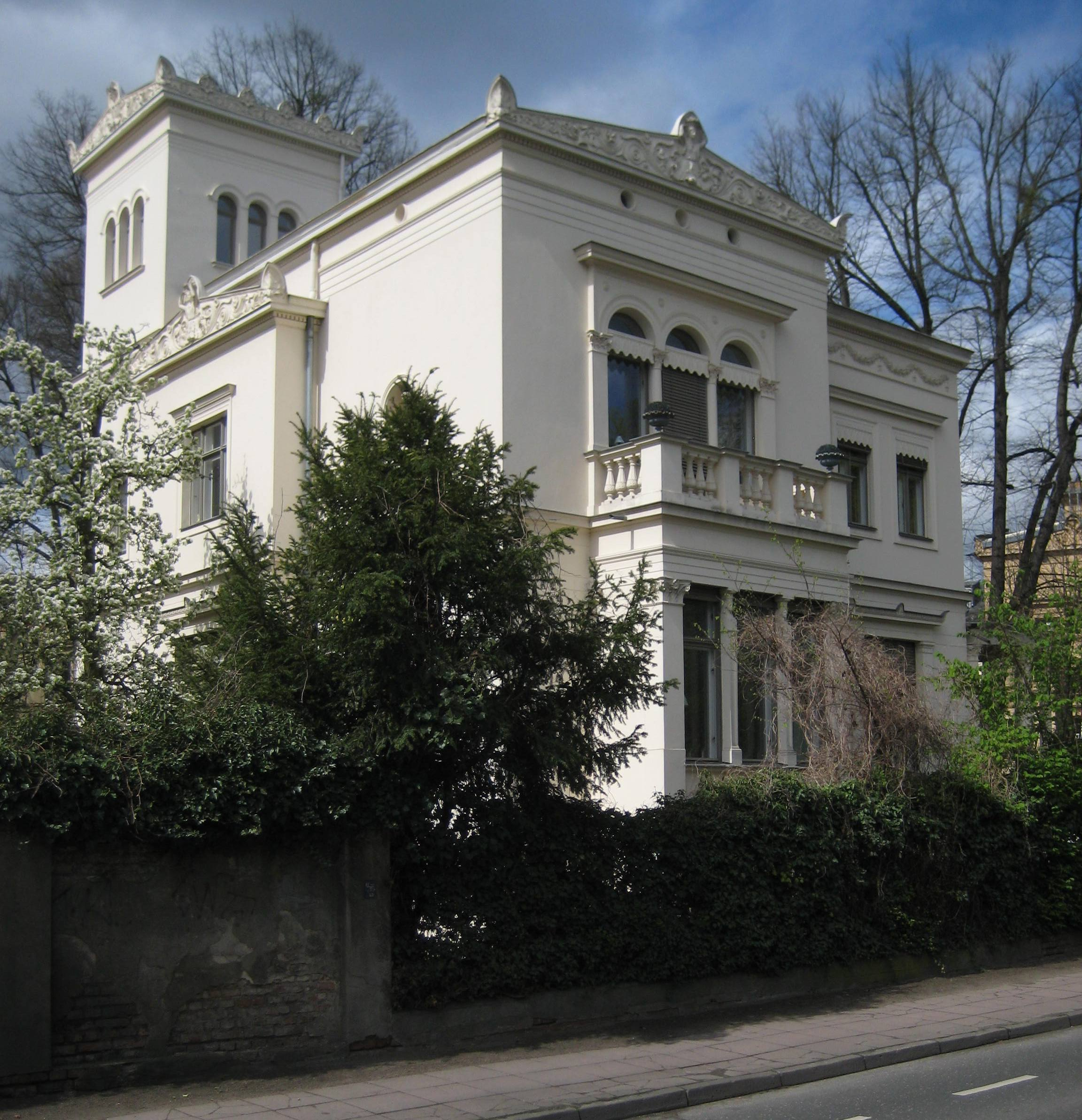
Villa Schwengberg

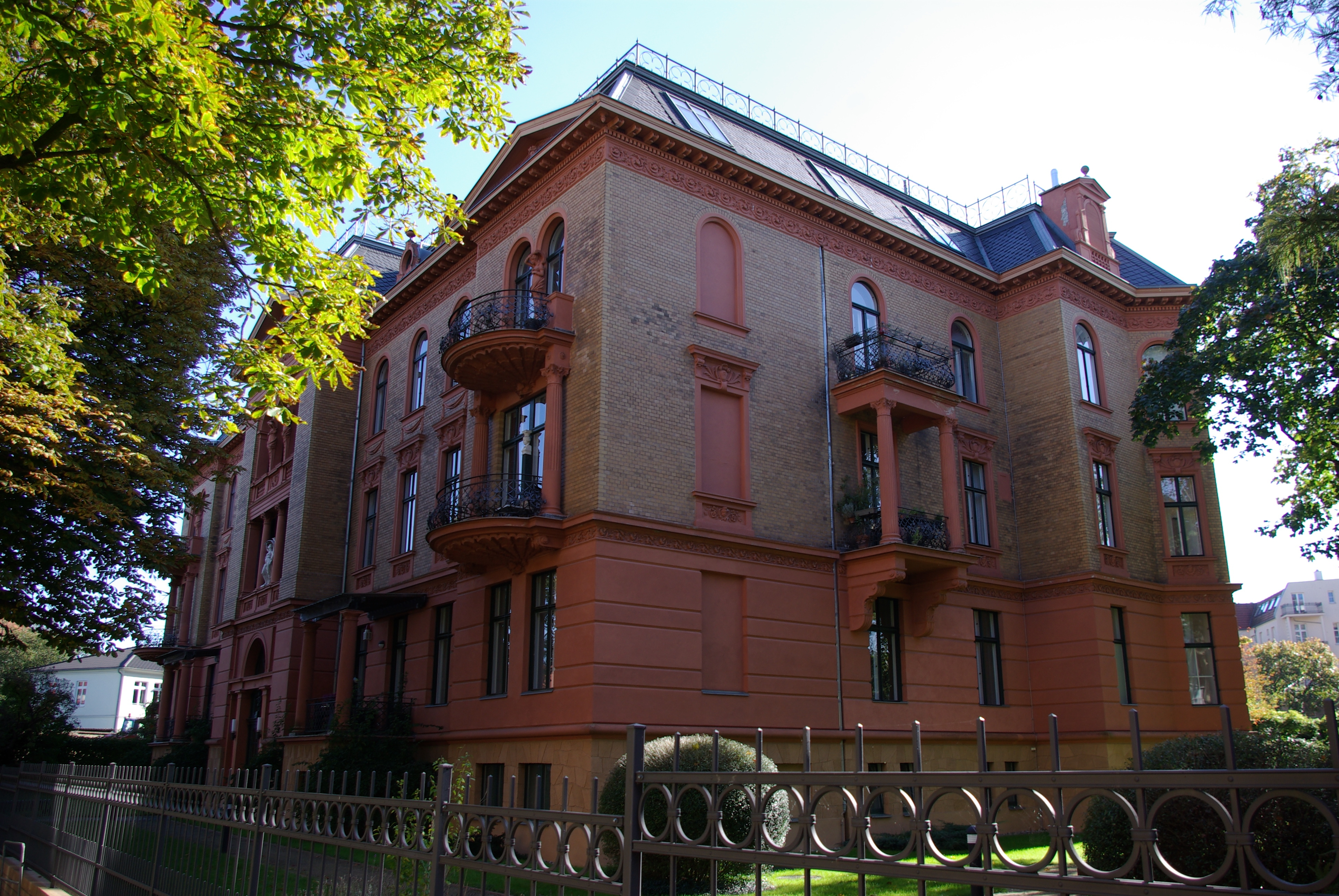
Mangerstraße 19, Potsdam

| 1861                   | Wohnhaus, Gutenbergstraße 30 (um 1736 barockes Typenhaus, 1845 Neubau, 1861 nach Entwurf und Ausführung durch Petzholtz aufgestockt und verändert) |
| 1867/68                | Villa Lehmann, Puschkinallee 9 |
| 1868/69                | Villa Finckenstein, Große Weinmeisterstr. 61 (Umbau)                                                                                               |
| 1868–1870              | Villa Henckel, Große Weinmeisterstr. 43 (Bauausführung)                                                                                            |
| zwischen 1870 und 1875 | Villa Seherr-Thoss, Am Neuen Garten 8 |
| zwischen 1870 und 1879 | Villa Schwengberg, Am Neuen Garten 7 |
| 1872/73                | Villa Quistorp (auch Villa Friedrichs), Hegelallee 1                                                                                               |
| 1873                   | Kleinmiethäuser, Hegelalle 4 und 5 (Nr. 5 ausgeführt 1879)                                                                                         |
| 1873/74                | Wohnhaus, Menzelstr. 12 |
| 1875                   | Villa von Prebendow, Berliner Str. 131 |
| 1875/76                | Kleinmiethaus, Helene-Lange-Str. 1 |
| 1875/76                | Wohnhaus, Am Neuen Garten 6 |
| 1875/76                | Wohnhaus Wollner, Mietwohnhaus, Otto-Nagel-Str. 9                                                                                                  |
| 1887/88                | Villa Koch, Friedrich-Ebert-Str. 58 |
| 1888/89                | Mietwohnhaus, Klara-Zetkin-Str. 16 |
| 1897/98                | „Gelbe Villa“, Alleestr. 6 A |
| 1892–1902              | Mietwohnhäuser, Mangerstr. 14/14a, 19, 23–27 |
| 1897/98                | Villa, Mangerstr. 32 |
| 1892/93                | Villa Petzholtz-von Schleinitz, Mangerstr. 40 (1935 abgerissen)                                                                                    |
| 1893/94                | Villa Schneider, Ludwig-Richter-Str. 32 |
| 1894/95                | Villa Petzholtz-von Hohenau, Menzelstr. 11 |
| 1899                   | Villa (im Schweizerstil), Berliner Straße 124 a |
| 1901/02                | Mietwohnhaus, Mangerstraße 19 |

### Berliner Bauten (Auswahl)

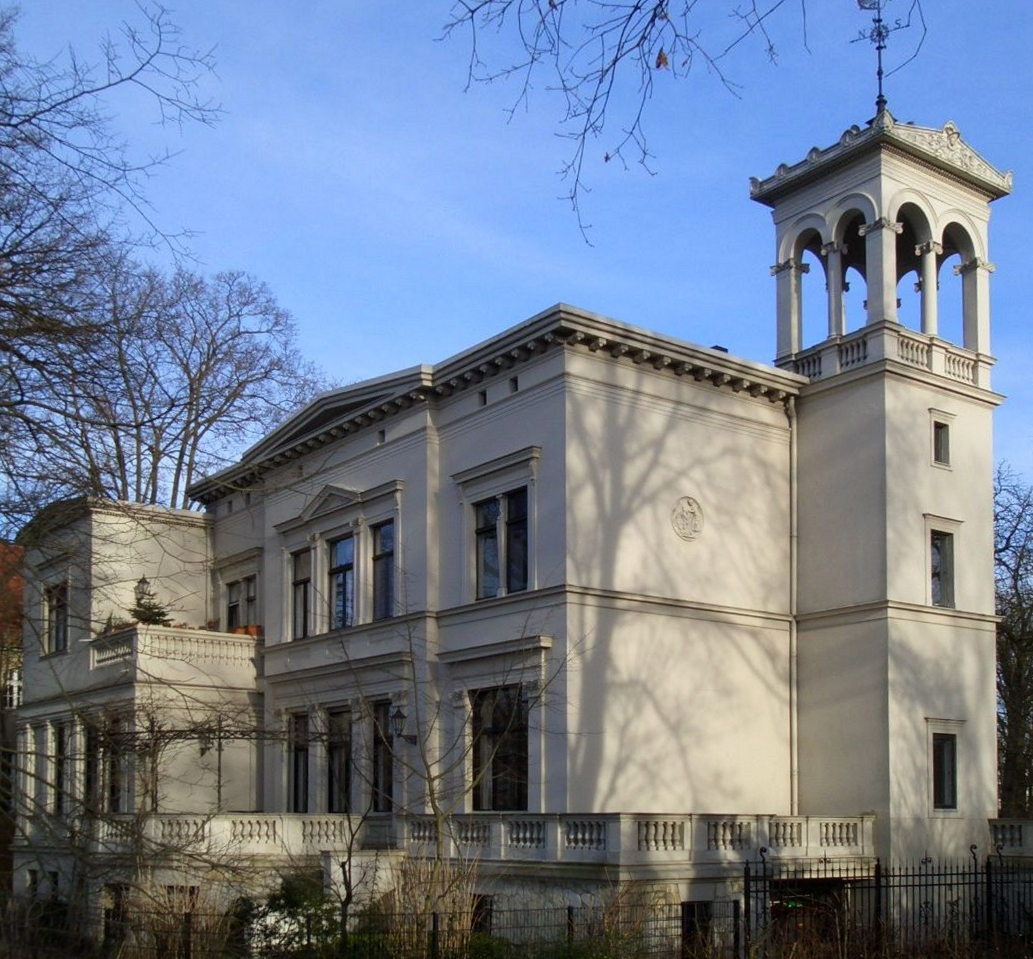
Villa Wild, 1875

| ab 1872 | im Auftrag des Berliner Bankiers Quistorp der Germaniaturm in Berlin-Westend an der Eschen- und Platanenallee (1892 gesprengt) |
| 1873    | Quistorpsche Villa, Conradstr. 15, Berlin (Villenkolonie Alsen)                                                                |
| 1875    | Villa Wild, Am Sandwerder 1, Berlin-Wannsee (heute Sitz des Literaturmagazins Die Berliner Literaturkritik)                    |
| 1877    | Villa Elsner, Berlin |